# Okres Pezinok
Okres Pezinok je jeden z okresů Slovenska. Leží v Bratislavském kraji, v jeho severovýchodní části. Na severu hraničí s okresem Trnava v Trnavském kraji, na jihu s hlavním městem Bratislava, na východě s okres okresem Senec a na západě s okres okresem Malacky.